# Aristodemo de Mileto
Aristodemo de Mileto (en griego antiguo: Ἀριστόδημος/Aristódêmos) fue uno de los oficiales de Antígono I Monóftalmos, al que sirvió fielmente en su política. 
Fue quien en el 315 a. C. llevó a las ciudades griegas la proclamación de Tiro en la que Antígono proclamó «la libertad de los griegos». Aristodemo recibió inmediatamente el apoyo de los etolios. Se retiró a Etolia ante la fuerte reacción de Casandro que recuperó el control de la Grecia continental (hacia el 314 a. C.)

## La paz de 311a.C.
En el 311 a. C., ninguno de los diádocos había logrado una ventaja decisiva, pero la necesidad de una tregua se hizo sentir después de cuatro años de guerra. Lisímaco y Casandro enviaron una embajada a Antígono ese año, antes de que Ptolomeo I se uniera a ellos. Esta paz nosotras es conocida por un texto epigráfico incompleto descubierto en el yacimiento arqueológico de la ciudad de Escepsis, en Tróade. Se trata de una carta de Antígono a los habitantes de la ciudad, o más posiblemente de una «circular» dirigida a las ciudades de todos sus territorios, que proclama la libertad de los griegos. Una fase de intensas negociaciones parece haber precedido a la firma del tratado. Una primera tentativa entre Antígono y Ptolomeo fracasó en 314 a. C., debido a la amplitud de las exigencias de Antígono. En 313 a. C., la «conferencia del Helesponto» con representantes de Casandro, fue un fracaso por las mismas razones. Pero en 311 a. C., la situación era mucho menos satisfactoria para Antígono. La expedición de Demetrio Poliorcetes contra Seleuco I en Babilonia había sido un fracaso. Antígono necesitaba la paz para volver contra este nuevo adversario. Éste, por otra parte, quedó fuera de las negociaciones. Parece pues que a Antígono le representó Aristodemo de Mileto, que retomó la iniciativa de esta paz.
Durante las negociaciones que desembocaron en la paz de 311 a. C., que Aristodemo representara a Antígono, ilustra la gran confianza que le dispensaba. Encargado por Demetrio, hijo de Antígono, de llevar la noticia de la victoria en Salamina de Chipre sobre Ptolomeo I en el 306 a. C., Aristodemo adoptó ante su rey un aire grave y se demoró en comunicar esta victoria para la desesperación del rey. Cuando Aristodemo, cambiando súbitamente de expresión, anunció la victoria, Antígono le repuso que también tendría que esperar, como él había hecho, para recibir su recompensa por esa buena noticia.
Es así, como según Plutarco, Antígono tomó el título de rey. Aristodemo ya no jugó un gran papel en lo sucesivo y falleció en una fecha desconocida.